# ウォロドゥーグー州
ウォロドゥーグー州（ウォロドゥーグーしゅう、Région du Worodougou）はコートジボワール共和国北西部のウォロバ地方中部の州。
州都はセグエラ。
2014年の人口は約66.2万人。

## 地理
- 北北東：バゴウェ州
- 東：ベレ州
- 南：高サッサンドラ州
- 南西：トンキピ州
- 西：バフィン州
- 北北西：カバドゥグー州

## 行政区画
- Kani
- Séguéla